# Morerova věta
Morerova věta (Giacinto Morera) je matematické tvrzení z oblasti komplexní analýzy. Dává nutnou a postačující podmínku pro holomorfnost spojité funkce na souvislé otevřené množině.

## Přesné znění
Nechť G je otevřená souvislá množina a f funkce spojitá na G. Pak f je holomorfní na G, právě když pro každý trojúhelník {\displaystyle \Delta \subseteq G} je
{\displaystyle \oint _{\partial \Delta }f=0}, kde {\displaystyle \partial \Delta } je hranice trojúhelníku {\displaystyle \,\Delta }.

## Důkaz
Implikace zleva doprava plyne například z Cauchyovy věty nebo z Goursatova lemmatu.
Pro implikaci zprava doleva dokazujme holomorfnost v daném bodě {\displaystyle z_{0}\in G}. Volme okolo {\displaystyle z_{0}} kruh {\displaystyle K\subseteq G}. Definujme na K funkci F vztahem
{\displaystyle F(z)=\oint _{\overline {z_{0},z}}f}, kde {\displaystyle {\overline {z_{0},z}}(t)=z_{0}+(z-z_{0})\cdot t;\;t\in <0,1>} je parametrizace úsečky {\displaystyle {\overline {z_{0},z}}.}
F díky předpokladu {\displaystyle \oint _{\partial \Delta }f=0} splňuje {\displaystyle \,F'=f} na K, tedy F je na K holomorfní a díky Cauchyovu vzorci na kruhu je i f holomorfní na K, tedy speciálně v {\displaystyle z_{0}}.

## Důsledky
Z Morerovy věty snadno plyne takzvaná Weierstrassova věta, která říká, že lokálně stejnoměrná limita holomorfních funkcí je holomorfní.
Z této věty pak vyplývá holomorfnost funkcí, které lze vyjádřit jako součet řady holomorfních funkcí. Příkladem může být Riemannova zeta funkce
{\displaystyle \zeta (s)=\sum _{n=1}^{\infty }{\frac {1}{n^{s}}}.}
V kombinaci s Fubiniovou větou může Morerova věta prokázat holomorfnost funkcí, které lze vyjádřit jako integrál holomorfních funkcí - například Gamma funkce
{\displaystyle \Gamma (\alpha )=\int _{0}^{\infty }x^{\alpha -1}e^{-x}\,dx.}